# 鳥居修晃
鳥居 修晃（とりい しゅうこう、1930年4月5日 - ）は、日本の認知心理学者。学位は、文学博士（東京大学）、東京大学名誉教授。東京農工大学工学部助教授、東京大学教養学部教授、聖心女子大学教授、日本基礎心理学会第3代理事長を歴任。視覚についての心理学を専門とした。妻は同じく心理学者で日本女子大学名誉教授の望月登志子。

## 経歴
1930年愛知に生まれる。1954年東京大学文学部心理学科卒業。1959年同大学院人文科学研究科博士課程修了後、東京工業大学理工学部助手、東京大学文学部助手。1964年3月に論文博士にて文学博士の学位を取得。1965年東京農工大学工学部助教授に就任。1966年渡米。ミシガン大学医学部視覚研究室、フロリダ州立大学分子生物物理学研究所の各研究員を経て、1970年東京大学教養学部助教授。1978年同教養学部(人間行動学講座)助教授。その後、東京大学教養学部教養学科・同大学院人文科学研究科教授。1991年定年退官、名誉教授。聖心女子大学教授、放送大学教授。
科学的心理学を押し進め、視覚の心理学を専門とした。日本基礎心理学会の創立に携わり、会長も務めた (1996 - 1999)。

## 著書

### 単著
- 『視覚の世界』光生館、1979年6月。
- 『視覚の心理学』サイエンス社、1982年5月

### 編著
- 『現代基礎心理学 3』 東京大学出版会、1982年9月 ISBN 4-13-015003-0
- 『視覚障害と認知』 放送大学教育振興会、1993年 ISBN 4-595-52882-5

### 共著
- 『視覚障害とその代行技術』名古屋大学出版会、1984年。ISBN 978-4-930689-13-9。（市川宏、大頭仁、和気典二 共編著）
- 『視知覚の形成』1-2 培風館、1992‐97（望月登志子 共著）
- 『知覚の機序』培風館、1993年6月（立花政夫 共編）ISBN 4563057940, 9784563057947
- 『知覚心理学』放送大学、1997年（相場覚 共著）ISBN 4595523793, 9784595523793
  - 相場覚、鳥居修晃『知覚心理学』（改訂版）放送大学教育振興会、2001年3月。ISBN 4595523807。
- 『先天盲開眼者の視覚世界』東京大学出版会、2000年10月（望月登志子 共著）
- 『心理学 第3版』東京大学出版会、2008年9月 ISBN 978-4-13-012047-0 （鹿取広人、杉本敏夫 共著）
- 『心のかたちの探求 異型を通して普遍を知る』東京大学出版会、2011年8月。ISBN 978-4-13-011131-7。 （川上清文、高橋雅延、遠藤利彦 共著）
- 『心理学 第4版』東京大学出版会、2011年10月 ISBN 978-4-13-012105-7 （鹿取広人、杉本敏夫 共著）
- 『認知世界の崩壊と再形成 ―脳損傷による視覚の障害を中心に―』エスコアール 出版部、2014年6月。ISBN 978-4-900851-75-7。 (能智正博、望月登志子、山田麗子 共著)
- 『心理学 第5版』東京大学出版会、2015年7月 ISBN 978-4-13-012109-5 （鹿取広人、杉本敏夫 共著）

### 翻訳
- D・O・ヘッブ 著、鳥居修晃、鹿取廣人、白井常、平野俊二、金城辰夫 訳『心について』紀伊國屋書店、1987年4月。ISBN 978-4-314-00480-0。
- リチャード・グレゴリー 著、鳥居修晃、鹿取廣人、望月登志子、鈴木光太郎 訳『鏡という謎 ―その神話・芸術・科学―』新曜社、2001年3月。ISBN 4-7885-0754-4。
- レオ・M.ハーヴィッチ 著、鳥居修晃 、和気典二 訳『カラー・ヴィジョン 色の知覚と反対色説』誠信書房、2002年9月。ISBN 978-4-414-30293-6。
- M・O・ゼンデン 著、鳥居修晃、望月登志子 訳『視覚発生論―先天盲開眼前後の触覚と視覚』協同出版、2009年10月。ISBN 978-4-319-10702-5。
- D・O・ヘッブ 著、鳥居修晃、鹿取廣人、金城辰夫、鈴木光太郎、渡邊正孝 訳『行動の機構 (上)』岩波文庫、2011年4月。ISBN 978-4-00-339471-7。
- D・O・ヘッブ 著、鳥居修晃、鹿取廣人、金城辰夫、鈴木光太郎、渡邊正孝 訳『行動の機構 (下)』岩波文庫、2011年5月。ISBN 978-4-00-339472-4。
- マーク・H・ジョンソン 著、鳥居修晃、鹿取廣人、望月登志子、岡田隆 訳『発達認知神経科学 原著第3版』東京大学出版会、2014年9月。ISBN 978-4-13-011134-8。

### 分担執筆
- 「時間知覚」 八木冕編 『心理学 I』 培風館 (1967)
- 「形の知覚」 和田陽平ほか編 『感覚・知覚心理学ハンドブック』 誠信書房 (1969) ASIN B000JA10KK
- 「視覚と触覚における図形知覚」高木貞二編 『現代心理学の課題』 東京大学出版会 (1971) ISBN 978-4-13-010016-8
- 梅津八三らと共著 「開眼手術後の初期段階における早期失明者の信号系活動」 『言語とコミュニケーション』 東京大学出版会 (1988) ISBN 978-4-13-001017-7,
- 「視覚の発生と色彩語」 竹内敬人編 『言語とコミュニケーション』 東京大学出版会 (1988)
- 「開眼手術後の眼球運動」 苧阪良二ほか編 『眼球運動の実験心理学』 名古屋大学出版会 (1993) ISBN 978-4-8158-0204-2
- 「触空間と視空間」 『心理学基礎論文集-昭和記念集』 新曜社 (1995) ISBN 4788505436, 978-4788505438
- 「『色のある世界』の発生と成立」 『現代心理学基礎論文集-昭和記念集』 神保出版 (1999)

## 論文

### 学位論文
- 『視野における図-地の形成とその存続に関する研究』東京大学〈博士論文（乙第366号）〉、1964年3月。[注釈 2]

## 家族・親族

### 家族
- 望月登志子（妻、心理学者・日本女子大学名誉教授）

### 遠戚
- 加藤酉治（甥の妻の高祖父、政治家）
- 渡部光正（甥の義父、音楽家）